# Wysznewe (rejon izmailski)
Wysznewe (ukr. Вишневе) – wieś na Ukrainie, w obwodzie odeskim, w rejonie izmailskim, w hromadzie Safjany. W 2001 liczyła 2046 mieszkańców.
W latach 1945-2024 miejscowość nosiła nazwę Perszotrawnewe (ukr. Першотравневе), a wcześniej – Hasan-Aspaha (ukr. Гасан-Аспага).